# 호시카와역 (가나가와현)
호시카와역(일본어: 星川駅, ほしかわえき)은 일본 가나가와현 요코하마시 호도가야구에 위치한 사가미 철도 본선의 역이다. 역 번호는 SO05이다.

## 역 구조
섬식 승강장 2면 4선의 고가역 및 지상역에서 교상 역사를 갖는다. 본선 운행 상으로는 중심역의 하나이며 러시아워 시간대 및 일중의 일부에 각역정차는 본 역에서 특급・급행의 통과 대기와 쾌속의 접속 대기를 할 때가 많다. 내측 2선(2,3번 선)이 본선, 외측 2선(1,4번 선)이 대피선이다.
현 다이아에서는 평일 아침 저녁 러시아워와 아침 러시 전후에 특급・급행・쾌속과 각정이 통과 대기 및 접속을 하여 전일 낮 때 해도 매시 1편의 이즈미노 선 쇼난다이 역 발착의 특급이 본 역에서 이즈미노 선 직통 각정을 통과 추월한다. 저녁 러시아워도 급행, 쾌속과 각정이 통과 대기 및 접속이 이루어진다.

### 승강장
| 번호 | 노선 | 방향 | 행선                                        |
| ---- | ---- | ---- | ------------------------------------------- |
| 1・2 | 본선 | 하행 | 후타마타가와・야마토・에비나・쇼난다이 방면 |
| 3・4 | 본선 | 상행 | 요코하마 방면                               |

## 역 주변
역 북쪽은 호도가야 구의 행정 중심지인 구의 주요 관공서가 집중되어 있다.
과거의 호시카와 역 주변에는 수많은 공장이 존재했으나 이들의 철수와 함께 대규모 재개발이 이루어졌다. 역의 북쪽에 있던 후지 방적 공장 터는 관공서들이 들어섰고, 호도가야 구청, 호도가야 경찰서 등이 이전했다. 역 남쪽에 있던 후루카와 전지의 부지는 호시카와 SF빌딩이 되었다. 호도가야 청소 공장 철거지에는 호도가야 도서관 등 공공 시설이 설치되었다. 역의 남동쪽에 있던 일본 유리의 맥주병 공장 터는 요코하마 비즈니스 파크로 노무라 종합 연구소나 소니의 사업소가 입주하고 있다.

### 기타구치
- 요코하마 시 호도가야 구청
- 가나가와 현 호도가야 경찰서
- 요코하마 시 소방국 본부
  - 요코하마 시 호도가야 소방서
- 호도가야 우체국
  - 유초 은행 호도가야점
- 요코하마 시 호도가야 도서관
- 요코하마 시 호도가야 공회당
- 이온 덴노초점
- 요코하마 시립 가타비라 초등학교
- 요코하마 시립 미네 초등학교
- 요코하마 시영 버스 호도가야 영업소

### 미나미구치
- 호시카와 SF빌딩(퀸트 호시카와)
- 후루카와 전지 본사
- 요코하마 비즈니스 파크
  - 소니 요코하마 리서치 센터
  - 노무라 종합 연구소 요코하마 종합 센터
- 메가로스 요코하마점
- 이나게야 요코하마 호시카와 역전점
- 가나가와 현립 호도가야 공원
  - 가나가와 현립 호도가야 공원 경식 야구장
  - 가나가와 아트 홀
- 호도가야 스포츠 센터

## 역사
- 1927년 5월 31일: 가미나카 철도(사가미 철도의 전신)의 북쪽에 기타호도가야역으로 영업 개시. 당시, 요코하마 방향의 종점이었고, 당역 ~ 아쓰기 역 구간이 선개통 했음.
- 1933년 4월 1일: 호시카와역으로 역명 변경.
- 1969년 4월 23일: 교상 역사 완공.
- 1971년 12월 15일: 역 남쪽에 인접한 호시카와 공장의 기능을 가시와다이로 이전하고, 터는 전기도선과 호시카와 차장구이다.
- 1993년 2월 14일: 니시요코하마 역 부근의 전시 중 불발탄 처리에 따라, 당역 ~ 요코하마 역간 운행이 중단되고, 급행이 본 역에 임시 정차.
- 1999년 2월 27일: 쾌속의 운행이 개시되어 정차역이 됨.
- 2003년 8월 23일: 다이아 개정으로 역 구내의 일부 전기도선 사용 정지, 철거 시작.
- 2006년 5월 20일: 다이아 개정으로 역 구내의 모든 전기도선 사용 정지, 니시요코하마 역으로 기능 이관.
- 2007년 11월 3일: 고가화 공사로 인하여 다이아 개정으로 상행 승강장이 임시 승강장으로 확장됨. 당초에는 3번 승강장의 선로 때는 지붕이 설치되지 않았음.
- 2017년 3월 5일: 하행 승강장 고가화.

## 사진

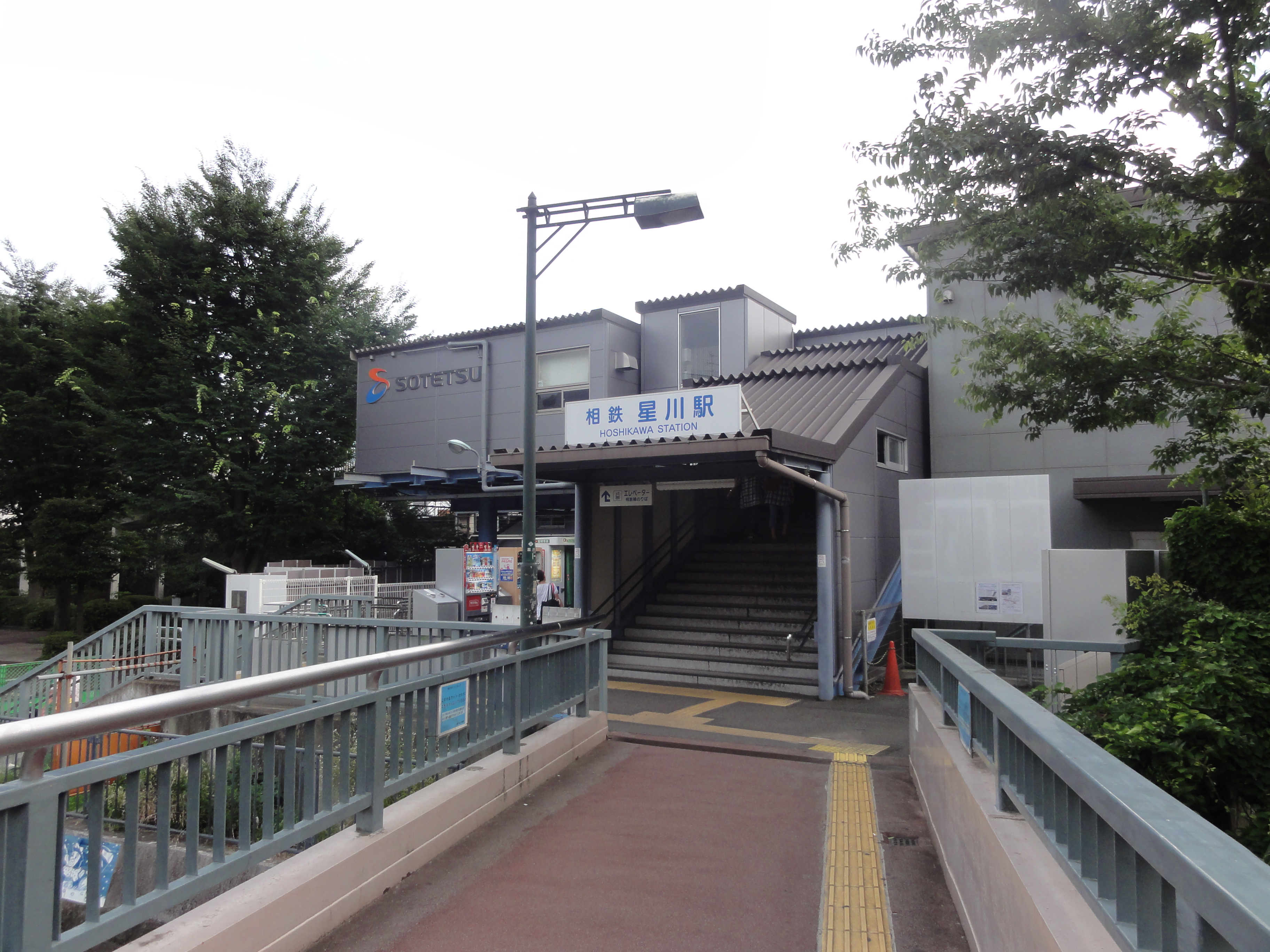
북쪽 출입구

## 인접역
| 사가미 철도 본선            | 사가미 철도 본선 | 사가미 철도 본선            |
| --------------------------- | ---------------- | --------------------------- |
| SO01 요코하마 요코하마 방면 | ■ 쾌속           | 쓰루가미네 SO09 에비나 방면 |
| SO04 덴노초 요코하마 방면   | ■ 각역정차       | 와다마치 SO06 에비나 방면   |